# Pfarrkirche Mitschig

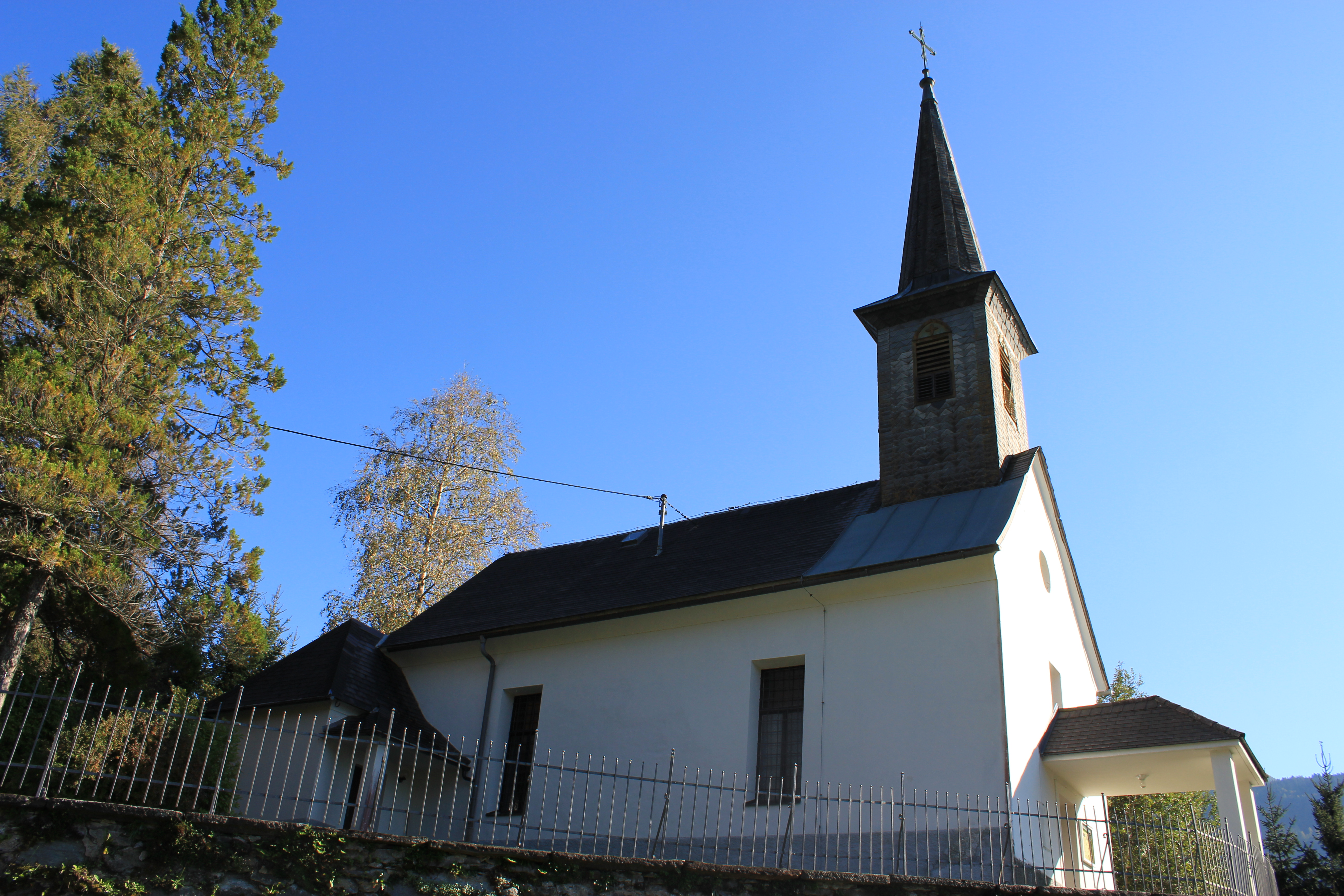
Pfarrkirche Mitschig

Die Pfarrkirche Hl. Magdalena ist eine römisch-katholische Kirche im Ort Mitschig in der Gemeinde Hermagor-Pressegger See in Kärnten.
Die Kirche als einfacher barocker Langbau mit niedrigerem eingezogenem Chor steht allein auf einem felsigen Hügel. Es gibt westlich eine offene Vorhalle, einen Dachreiter mit Spitzhelm, nördlich eine Sakristei, ein Westportal mit geradem Sturz und hohe rechteckige Fenster. Das Langhaus hat innen eine Flachdecke und eine Empore aus Holz, der Übergang zum Chor ist ein Triumphbogen, der Chor hat eine Flachtonne mit Stichkappen.
Der Altar aus dem 18. Jahrhundert hat einen Baldachin und trägt eine Figur Hl. Magdalena. Es gibt eine spätbarocke Orgel und eine Glocke aus dem 13. Jahrhundert.
Die Pfarrkirche hat Filialkirchen in Kraschach, Kühweg und Watschig.